# ویلهلم تمپل
ویلهلم تمپل (انگلیسی: Wilhelm Tempel؛ زاده ۴ دسامبر ۱۸۲۱ درگذشته ۱۶ مارس ۱۸۸۹) یک ستاره‌شناس اهل آلمان بود.